# Getreidekasten (Unterengen)

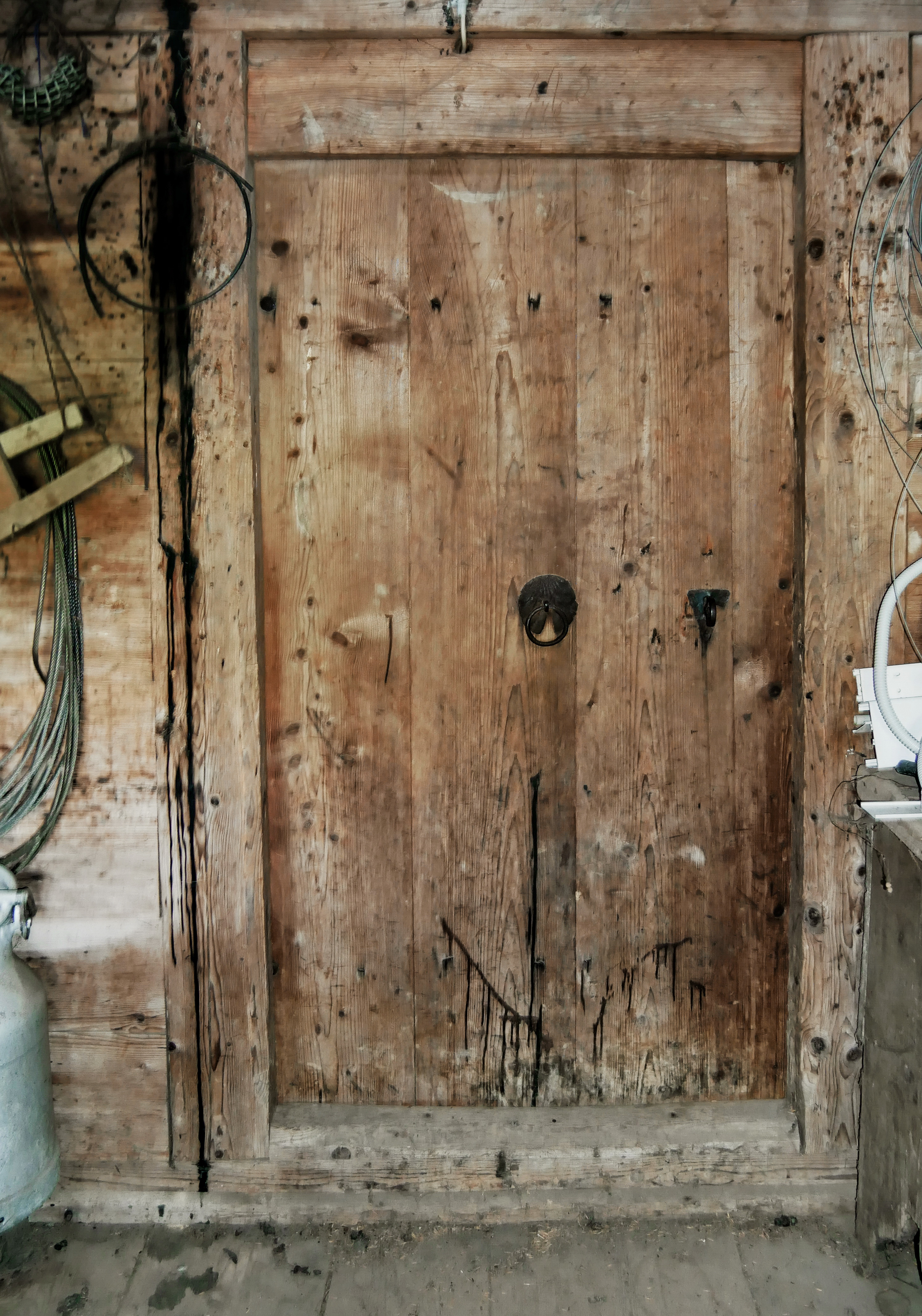
Tür des Getreidekastens in Unterengen

Der Getreidekasten in Unterengen, einem Gemeindeteil von Steingaden im oberbayrischen Landkreis Weilheim-Schongau, wurde 1872 errichtet. Der ehemalige Getreidespeicher mit Obergeschoss, zugehörig zum Haus Nr. 1, ist ein geschütztes Baudenkmal.